# Thunder and Lightning (album de Thin Lizzy)
Pour les articles homonymes, voir Thunder and Lightning.
Albums de Thin Lizzy
Renegade
(1981) Life
(1983)
Singles
1. Cold Sweat
Sortie : 4 février 1983[1]
2. Thunder and Lightning
Sortie : Avril 1983[1]
3. The Sun Goes Down
Sortie : Juillet 1983[1]

Thunder and Lightning est le 12e et dernier album studio du groupe irlandais Thin Lizzy. Il est sorti le 4 mars 1983 sur le label Vertigo Records.

## Historique
Thunder and Lightning est paru en mars 1983, et a été produit par Chris Tsangarides et le groupe. Il a été enregistré à Dublin en Irlande et à Londres.
Il est le premier et unique album studio du groupe avec John Sykes, transfuge de Tygers of Pan Tang, aux guitares. Celui-ci rejoindra le groupe alors que la plupart des titres étaient déjà composés, il ne participera à la composition que sur Cold Sweat. Néanmoins le son du groupe s'est considérablement durci et Thunder and Lightning est, sans aucun doute, l'album le plus "Heavy" de Thin Lizzy.
La première édition de l'album, en vinyle, comprenait un deuxième album sous forme d'Ep bonus, enregistré en public sur lequel jouait encore Snowy White.
On peut noter l'importante participation du clavier Darren Wharton aux compositions.
Thunder and Lightning a atteint la 4e place dans les charts britanniques et les trois singles, qui en sont issus, seront classés aussi.

## Liste des titres

### Album original
- Face 1

1. Thunder and Lightning (Brian Downey / Phil Lynott) - 4:56
2. This is the One (Lynott / Darren Wharton) - 4:01
3. The Sun Goes Down (Lynott / Wharton) - 6:18
4. The Holy War (Lynott) - 5:10

- Face 2

1. Cold Sweat (Lynott / John Sykes) - 3:03
2. Someday She Is Going to Hit Back (Downey / Lynott / Wharton) - 4:06
3. Baby Please Don't Go (Lynott) - 5:12
4. Bad Habits (Scott Gorham / Lynott) - 4:05
5. Heart Attack (Gorham / Lynott / Wharton) - 3:37

### Ep Bonus
- Face 1

1. Emerald (Downey / Gorham / Lynott / Brian Robertson)
2. Killer on the Loose (Lynott)

- Face 2

1. The Boys Are back in Town (Lynott)
2. Hollywood (Gorham / Lynott)

## Musiciens
- Phil Lynott : chant, basse.
- Brian Downey : batterie, percussions.
- Scott Gorham : guitare solo & rythmique, chœurs.
- John Sykes : guitare solo & rythmique, chœurs.
- Darren Wharton : claviers, chœurs.
- Snowy White : guitare solo & rythmique (Ep bonus uniquement)

## Charts & certifications

### Album
| Pays                          | Durée du classement | Meilleur classement | Date         |
| ----------------------------- | ------------------- | ------------------- | ------------ |
| Canada (RPM)                  | 12 semaines         | 42e                 | 11 juin 1983 |
| États-Unis (Billboard 200)    | 5 semaines          | 159e                | 18 juin 1983 |
| Norvège (VG-lista)            | 4 semaines          | 10e                 | 21 mars 1983 |
| Pays-Bas (MegaCharts)         | 1 semaine           | 40e                 | 19 mars 1983 |
| Royaume-Uni (UK Albums Chart) | 11 semaines         | 4e                  | 6 mars 1983  |
| Suède (Sverigetopplistan)     | 4 semaines          | 12e                 | 5 avril 1983 |

Certification
| Pays        | Ventes | Certification | Date         |
| ----------- | ------ | ------------- | ------------ |
| Royaume-Uni | Argent | 60 000 +      | 5 avril 1983 |

Charts singles
| Single                | Chart            | Durée du classement | Position | Date            |
| --------------------- | ---------------- | ------------------- | -------- | --------------- |
| Cold Sweat            | UK Singles Chart | 5 semaines          | 27e      | 20 février 1983 |
| Cold Sweat            | IRMA             | 2 semaines          | 23e      | 27 février 1983 |
| Thunder and Lightning | UK Singles Chart | 2 semaines          | 39e      | 1er mai 1983    |
| Thunder and Lightning | IRMA             | 1 semaine           | 22e      | 15 mai 1983     |
| The Sun Goes Down     | UK Singles Chart | 3 semaines          | 52e      | 31 juillet 1983 |